# Paul Bay
Paul Bay, Taufname Paul Johann Bay (* 24. März 1891 in Oberdiessbach; † 16. Mai 1952 in Aberdeen), war ein Schweizer Architekt, Bildhauer, Innenarchitekt und Anthroposoph.

## Leben und Werk
Paul Bay war der Bruder der Plastikerin Margrit Bay (1888–1939). Er studierte Bildhauerei sowie Architektur und wurde durch Sophie Stinde und der Malerin Pauline von Kalckreuth (1856–1929) in die Anthroposophische Gesellschaft in München aufgenommen.  
Paul Bay war ab 1914 im Baubüro des Goetheanum in Dornach tätig. Zusammen mit Edith Maryon führte er von 1920 bis 1925 mehrere Bauten nach Entwürfen Rudolf Steiners aus, so die Eurythmie-Wohnhäuser (ehemals Engländerhäuser), das Haus de Jaager, das Haus Haldeck und die «alte» Kantine (das ehemalige Unterkunftshaus). Zudem entwarf er gemeinsam mit Rudolf Steiner das Haus Friedwart und 1921 das Transformatorenhaus an der Strassenkreuzung südwestlich des Goetheanums. Dieses diente zur Transformation des Stroms für die umliegenden Gebäude. Daneben war Paul Bay in Stuttgart als Innenarchitekt tätig. 
Paul Bay war mit Dieuwke, geborene Troelstra, verheiratet. Sie war die Tochter des Pieter Jelles Troelstra. Zusammen mit den gemeinsamen Kindern zog das Ehepaar 1928 nach Beatenberg, wo er u. a. Tierschnitzereien und künstlerischen Grabschmuck anfertigte. Paul Bay war mit dem Möbeldesigner Jacob Müller befreundet und war während des Zweiten Weltkriegs Kommandant in einem Schweizer Flüchtlings- und Internierungslager.
Paul Bay arbeitete ab 1948 am Hawkwood-College in Gloucestershire und war in der Camphill-Bewegung als Innenarchitekt tätig. Zudem war er mit dem dortigen Kapellenbau betraut.